# Cordyline neocaledonica
Cordyline neocaledonica là một loài thực vật có hoa trong họ Măng tây. Loài này được (Baker) B.D.Jacks. mô tả khoa học đầu tiên năm 1895.